# Cryptocentrum dodsonii
Cryptocentrum dodsonii är en orkidéart som beskrevs av Germán Carnevali. Cryptocentrum dodsonii ingår i släktet Cryptocentrum, och familjen orkidéer.
Artens utbredningsområde är Ecuador. Inga underarter finns listade i Catalogue of Life.